# نادية قاسي
نادية قاسي (مواليد 1970) هي ممثلة جزائرية.

## أعمالها

### أفلام
- 1990 : نهاية الجن (فيلم قصير)
- 1994 : مدينة باب الواد : يمينة
- 1995 : دوس فرنسا : مسعد
- 1997 : بنت فاميليا : فتيحة
- 1999 : كل شيء يبدأ اليوم : سامية الداموني
- 2000 : حريم مدام عثمان: احمر شعر
- 2000 : الوطنية 7 : جولي
- 2002 : حي لي الثلاثاء
- 2003 : تيريسيا
- 2004 : فيفا لالدجيري : فيفي
- 2004 : ليه المشتبه بهم
- 2006 : 7 سنوات : جميلة
- 2007 : ديليس بالوما : شهرزاد / زوينة
- 2015 : البئر : فريحه
- 2016 : ما زلت أختبئ لأدخن : كلثوم
- 2017 : لولا باتر : رشيدة
- 2017 : حتى عودة الطيور
- 2017 : المبارك : أمل
- 2019 : بابيتشا : مدام كاميسي

### مسلسلات تلفزيونية
- 2000 : كونتر لا مونتر : نيكول مالوزير
- 2003 : يوميات المراهقين: الحياة على أي حال : عامل اجتماعي
- 2007 : لافير بن بركة : غيتة
- 2009 : لو كوميزير لوب
- 2011 : أغنية حوريات البحر: أستاذ المسرح

## روابط خارجية
- نادية قاسي على موقع IMDb (الإنجليزية)
- نادية قاسي على موقع ألو سيني (الفرنسية)
- نادية قاسي على موقع أول موفي (الإنجليزية)
- نادية قاسي على موقع قاعدة بيانات الأفلام السويدية (السويدية)
- نادية قاسي على موقع قاعدة بيانات الفيلم (الإنجليزية)
- نادية قاسي على موقع كينوبويسك (الروسية)